# 托勒夫·托勒夫森
托勒夫·托勒夫森（挪威語：Tollef Tollefsen，1885年6月2日—1963年3月28日），挪威男子赛艇运动员。他曾代表挪威参加1920年夏季奥林匹克运动会赛艇比赛，获得男子八人单桨有舵手铜牌。